# Zoë Wanamaker
Zoë Wanamaker CBE (13. svibnja 1949.) slavna američko-engleska filmska i kazališna glumica, najpozantija po ulozi Susan Harper u seriji "Moja obitelj".
Rođena je u New Yorku, od majke Charlotte, glumice i radio izvođačice, i oca Sama Wanamakera, glumca redatelja i producenta koji se u Englesku preselio 1952. kad je došao na crnu listu.
Ima sestru Abby. Porijeklom je Židovka.
Školovala se na nezavisnoj školi kralja Alfreda u londonskom Hampsteadu, te školi Sidcot, kvekerskom internatu.
Obrazovanje joj uključuje i Centralnu školu za govor i dramu.
Na filmu je aktivna od 1973., i do sada je ostvarila dvadesetak uloga.
U filmu "Harry Potter i kamen mudraca" utjelovila je instruktoricu letenja Madam Hooch.
Ima dvojno američko i britansko državljanstvo. Ovo drugo dobila je da bi mogla preuzeti počast CBE koju joj je dodijelila kraljica.
Od studenog 1994. do danas je u braku s irskim glumcem Gawnom Graingerom.
Dvaput je osvojila nagradu Olivier za kazališna postignuća.

## Vanjske poveznice
- Zoë Wanamaker u internetskoj bazi filmova IMDb-u (engl.)